# Батьківські права та обов'язки
Батьківські пра́ва та обо́в'язки — права і обов'язки, покладені законодавством на батьків щодо виховання і утримання дітей.
Батьківські права та обов'язки визнаються за особами, відносно яких наявні безспірні відомості, що вони є батьком або матір'ю даних дітей.
Сімейне право встановлює принцип рівності прав та обов'язків як батька, так і матері, передбачає здійснення батьківських прав та обов'язків відповідно до інтересів дітей.
Найважливішим обов'язком батьків є виховання дітей в дусі відданості Батьківщині, чесного ставлення до громадського обов'язку та додержання правил співжиття. Батьки повинні піклуватися про фізичний розвиток дітей, їхнє навчання та підготовку до суспільно корисної праці. На батьків покладається також обов'язок здійснювати нагляд за поведінкою дітей. Батьки мають право особисто виховувати дітей або передавати їх на виховання та навчання до спеціальних навчальних установ або особі. На батьків покладається захист прав і представництво інтересів неповнолітніх дітей в суді та інших державних і громадських установах. Батьки за законом зобов'язані утримувати своїх дітей. Після смерті дорослих, діти мають право на спадкування їхнього майна, а непрацездатні такому на пенсію. В разі неправомірного здійснення батьківських прав та обов'язків, жорстокого поводження з дітьми, залишення їх без нагляду суд може позбавити окремих осіб батьківських прав і притягти їх до кримінальної відповідальності.
Батьківські права та обов'язки поширюються і на осіб, які у встановленому законом порядку усиновили або удочерили дітей.

## Взаємні права та обов'язки батьків та дітей
Батьки і діти зобов'язані надавати взаємну матеріальну допомогу та моральну підтримку один одному.
Батьки мають право і обов'язок виховувати своїх дітей та піклуватися про їх здоров'я, надавати їм освіту та готувати їх до праці. Батьки спільно виховують дітей. Якщо один з батьків проживає окремо від сім'ї, він зобов'язаний брати участь у вихованні дітей і має право спілкуватися з ними.
Батьки мають право вимагати повернення дітей від будь-якої особи, що удержує їх у себе не на підставі закону чи судового рішення.
За життя батьків діти не мають права на їх майно, так само, як батьки не мають право на майно дітей. Якщо у неповнолітніх є майно, батьки управляють ним як опікуни чи піклувальники з додержанням правил, встановлених для опіки та піклування.
Батьки зобов'язані утримувати своїх неповнолітніх та повнолітніх непрацездатних дітей, які потребують матеріальної допомоги. При ухиленні батьків від цього обов'язку кошти на утримання дітей (аліменти) стягуються з них в судовому порядку в розмірі: на одну дитину – чверть, на двох – третину, на трьох і більше – половину заробітку (доходу) батьків, але не менше 1/2 прожиткового мінімуму на дитину відповідного віку на кожну дитину, а з осіб, які працюють за контрактом в іноземних державах,- не менше двадцяти п'яти неоподатковуваних мінімумів доходів громадян на кожну дитину. Стягнення аліментів за виконавчим листом за минулий час може бути проведено не більш як за трирічний строк, що передував пред'явленню виконавчого листа до стягнення.
Утримання непрацездатних батьків, які потребують допомоги, є обов'язком їх повнолітніх дітей. Якщо вони не виконують цей обов'язок добровільно, їм можуть бути призначені аліменти. Діти можуть бути звільнені від обов’язків щодо утримання своїх батьків, якщо судом буде встановлено, що у свій час батьки ухилялися від виконання батьківських обов'язків.

### Сімейний Кодекс України
|  | Ст. 141 Батько і мати мають рівні права та обов'язки щодо дитини, незалежно від того, чи перебувають вони у шлюбі. Ст. 150 Батьки зобов'язані: 1. Виховувати дитину в дусі поваги до прав інших людей, любові до свого народу; 2. Піклуватися про здоров'я дитини, її фізичний, духовний та моральний розвиток; 3. Забезпечити здобуття дитиною повної загальної освіти; 4. Поважати дитину. Забороняється будь-яка експлуатація дитини батьками, фізичні покарання та покарання, які принижують гідність дитини. Ст. 152 Право дитини на належне батьківське виховання забезпечується системою державного контролю. Ст. 157 Питання виховання дітей вирішуються спільно. Той з батьків, хто проживає окремо від дитини, зобов'язаний брати участь у її вихованні і має право на особисте спілкування, якщо таке спілкування не перешкоджає нормальному розвитку дитини. Якщо батьки не можуть дійти згоди щодо участі у вихованні, то порядок визначається органом опіки та піклування. У випадку, якщо батьки не підкоряються рішенню органу опіки, то кожен з батьків має право звернутися в суд для вирішення суперечки. |

Відмова батьків від дитини є неправозгідною, суперечить моральним засадам суспільства (ст. 155 Сімейного Кодексу). 
Батьки не можуть відмовитися від своїх прав та обов'язків, вони можуть втратити їх у судовому порядку.
Батьки можуть бути позбавлені батьківських прав, якщо буде встановлено, що вони ухиляються від виконання батьківських обов'язків по вихованню дітей,не забрали дитину з пологового будинку, жорстоко поводяться з дітьми, є хронічними алкоголіками чи наркоманами, вдаються до експлуатації дитини, примушують до жебракування та бродяжництва (ст. 164 Сімейного Кодексу). Злісне ухилення батьків від виконання обов'язків щодо здобуття їх неповнолітніми дітьми повної загальної середньої освіти може бути підставою для позбавлення батьківських прав (спи 47 Закону України «Про загальну середню освіту»). 
У виняткових випадках, при безпосередній загрозі для життя і здоров'я дитини, орган опіки та піклування (виконком) або прокурор мають право постановити рішення про негайне відібрання дитини у її батьків (ст. 170 Сімейного Кодексу), Злісне невиконання батьками встановлених законом обов'язків по догляду за дитиною, що спричинило тяжкі наслідки, - карається обмеженням волі на строк від 2 до 5 років або позбавленням волі на той самий строк (ст. 166 Кримінального Кодексу України). Але допускається поновлення у батьківських правах (спи 169 Сімейного Кодексу України), якщо батьки змінили поведінку, і поновлення в правах є в інтересах дітей.